# 1. florbalová liga mužů 2012/2013
1. florbalová liga mužů 2012/2013 byla 20. ročníkem druhé nejvyšší mužské florbalové soutěže v Česku.
Základní část soutěže hrálo 12 týmů dvakrát každý s každým. Do play-off postoupilo prvních osm týmů. Play-down hrály poslední čtyři týmy.
Vítězem ročníku se stal tým FBC Kladno po porážce týmu Sokol Pardubice ve finále. Kladno v play-off neprohrálo ani jeden zápas, přestože do vyřazovacích bojů postoupilo až ze sedmého místa. Tým se tak vrátil do Extraligy po dvou sezónách v nižší soutěži, kde nahradil sestupující Torpedo Pegres Havířov. Poražený finalista, tým Sokol Pardubice, vyhrál v superligové baráži proti týmu AC Sparta Praha Florbal a postoupil také, poté, co v 1. lize strávil jen tuto sezónu.
1. liga měla v této sezóně mimo sestoupivších Pardubic ještě další tři nové účastníky. Z play-up 2. ligy v minulé sezóně postoupily týmy FBC BRZDY CZ Česká Lípa, 1. MVIL Ostrava a Spartak Pelhřimov. Česká Lípa postoupila do 1. ligy poprvé, týmy MVIL a Spartak se vrátily po dvou a jedné sezóně v 2. lize.
Tým MVIL se v play-down neudržel a sestoupil zpět. Dále z play-down sestoupily týmy Sokol Erupting Dragons H. Brod a Hippos Žďár n/S. Sestupující týmy byly následující sezóně nahrazeny týmy FbK Svitavy, Florbal Ústí a FBC Vikings Kopřivnice, které postoupily z play-up 2. ligy. Svitavy postoupily do 1. ligy poprvé. Ústí postoupilo po devíti letech od vystoupení týmu USK Slávie Ústí nad Labem z druhé nejvyšší ligy. Kopřivnice se vrátila po třech sezónách v nižší soutěži.

## Základní část
| Poř. | Tým                            | Z  | V  | VP | PP | P  | VG  | OG  | B  |
| ---- | ------------------------------ | -- | -- | -- | -- | -- | --- | --- | -- |
| 1.   | Sokol Pardubice                | 22 | 15 | 2  | 1  | 4  | 172 | 124 | 50 |
| 2.   | TJ SAM73 Znojmo                | 22 | 13 | 3  | 1  | 5  | 165 | 111 | 46 |
| 3.   | FBC BRZDY CZ Česká Lípa        | 22 | 13 | 2  | 0  | 7  | 133 | 108 | 43 |
| 4.   | Spartak Pelhřimov              | 22 | 12 | 0  | 2  | 8  | 141 | 127 | 38 |
| 5.   | SK Bivoj Litvínov              | 22 | 11 | 0  | 3  | 8  | 156 | 145 | 36 |
| 6.   | FBŠ Hattrick Brno              | 22 | 10 | 1  | 3  | 8  | 137 | 119 | 35 |
| 7.   | FBC Kladno                     | 22 | 9  | 3  | 2  | 8  | 123 | 115 | 35 |
| 8.   | TJ Sokol Královské Vinohrady   | 22 | 10 | 1  | 1  | 10 | 154 | 143 | 33 |
| 9.   | 1. MVIL Ostrava                | 22 | 8  | 4  | 1  | 9  | 117 | 105 | 33 |
| 10.  | Sokol Erupting Dragons H. Brod | 22 | 9  | 0  | 0  | 13 | 118 | 167 | 27 |
| 11.  | Hippos Žďár n/S.               | 22 | 4  | 0  | 0  | 18 | 116 | 193 | 12 |
| 12.  | Paskov Saurians                | 22 | 1  | 1  | 3  | 17 | 109 | 184 | 8  |

## Play-off
První tři týmy si postupně zvolily soupeře pro čtvrtfinále z druhé čtveřice. Jednotlivá kola play-off se hrála na tři vítězné zápasy. Čtvrtfinále se hrálo od 1. do 12. března, semifinále od 16. do 24. března a finále od 31. března do 6. dubna 2013.

### Pavouk
|  | Čtvrtfinále (na zápasy)      | Čtvrtfinále (na zápasy)      |                 |   | Semifinále (na zápasy) | Semifinále (na zápasy) |  |  | Finále (na zápasy) | Finále (na zápasy) |
|  |                              |                              |                 |   |                        |                        |  |  |                    |                    |
|  |                              |                              |                 |   |                        |                        |  |  |                    |                    |
|  | Sokol Pardubice              | 3                            |                 |   |                        |                        |  |  |                    |                    |
|  | Sokol Pardubice              | 3                            |                 |   |                        |                        |  |  |                    |                    |
|  | SK Bivoj Litvínov            | 1                            |                 |   |                        |                        |  |  |                    |                    |
|  | SK Bivoj Litvínov            | 1                            | Sokol Pardubice | 3 |                        |                        |  |  |                    |                    |
|  |                              |                              | Sokol Pardubice | 3 |                        |                        |  |  |                    |                    |
|  |                              | TJ Sokol Královské Vinohrady | 1               |   |                        |                        |  |  |                    |                    |
|  | FBC BRZDY CZ Česká Lípa      | TJ Sokol Královské Vinohrady | 1               | 1 |                        |                        |  |  |                    |                    |
|  | FBC BRZDY CZ Česká Lípa      |                              |                 | 1 |                        |                        |  |  |                    |                    |
|  | TJ Sokol Královské Vinohrady | 3                            |                 |   |                        |                        |  |  |                    |                    |
|  | TJ Sokol Královské Vinohrady | 3                            | Sokol Pardubice | 0 |                        |                        |  |  |                    |                    |
|  |                              |                              | Sokol Pardubice | 0 |                        |                        |  |  |                    |                    |
|  |                              | FBC Kladno                   | 3               |   |                        |                        |  |  |                    |                    |
|  | TJ SAM73 Znojmo              | FBC Kladno                   | 3               | 3 |                        |                        |  |  |                    |                    |
|  | TJ SAM73 Znojmo              |                              |                 | 3 |                        |                        |  |  |                    |                    |
|  | FBŠ Hattrick Brno            | 1                            |                 |   |                        |                        |  |  |                    |                    |
|  | FBŠ Hattrick Brno            | 1                            | TJ SAM73 Znojmo | 0 |                        |                        |  |  |                    |                    |
|  |                              |                              | TJ SAM73 Znojmo | 0 |                        |                        |  |  |                    |                    |
|  |                              | FBC Kladno                   | 3               |   |                        |                        |  |  |                    |                    |
|  | Spartak Pelhřimov            | FBC Kladno                   | 3               | 0 |                        |                        |  |  |                    |                    |
|  | Spartak Pelhřimov            |                              |                 | 0 |                        |                        |  |  |                    |                    |
|  | FBC Kladno                   | 3                            |                 |   |                        |                        |  |  |                    |                    |
|  | FBC Kladno                   | 3                            |                 |   |                        |                        |  |  |                    |                    |

### Baráž
Poražený finalista, tým Sokol Pardubice, vyhrál v extraligové baráži proti týmu AC Sparta Praha Florbal a postoupil.

## Play-down
Play-down se hrálo od 9. března do 6. dubna 2013. První kolo play-down hrály 9. s 12. a 10. s 11. týmem po základní části. Jednotlivá kola play-down se hrála na tři vítězné zápasy.
Poražení z prvního kola sestoupili do 2. ligy. Vítězové hráli proti sobě ve druhém kole. Vítěz druhého kola zůstal v 1. lize, poražený sestoupil do 2. ligy.
|  | 1. kolo (na zápasy)            | 1. kolo (na zápasy) |                  |   | 2. kolo (na zápasy) | 2. kolo (na zápasy) |
|  |                                |                     |                  |   |                     |                     |
|  |                                |                     |                  |   |                     |                     |
|  | Sokol Erupting Dragons H. Brod | 1                   |                  |   |                     |                     |
|  | Sokol Erupting Dragons H. Brod | 1                   |                  |   |                     |                     |
|  | Hippos Žďár n/S.               | 3                   |                  |   |                     |                     |
|  | Hippos Žďár n/S.               | 3                   | Hippos Žďár n/S. | 0 |                     |                     |
|  |                                |                     | Hippos Žďár n/S. | 0 |                     |                     |
|  |                                | Paskov Saurians     | 3                |   |                     |                     |
|  | 1. MVIL Ostrava                | Paskov Saurians     | 3                | 0 |                     |                     |
|  | 1. MVIL Ostrava                |                     |                  | 0 |                     |                     |
|  | Paskov Saurians                | 3                   |                  |   |                     |                     |

## Konečné pořadí
| Pořadí           | Tým                            |
| ---------------- | ------------------------------ |
| Zlatá medaile    | FBC Kladno                     |
| Stříbrná medaile | Sokol Pardubice                |
| Bronzová medaile | TJ SAM73 Znojmo                |
| 4.               | TJ Sokol Královské Vinohrady   |
| 5.               | FBC BRZDY CZ Česká Lípa        |
| 6.               | Spartak Pelhřimov              |
| 7.               | SK Bivoj Litvínov              |
| 8.               | FBŠ Hattrick Brno              |
| 9.               | Paskov Saurians                |
| 10.              | Hippos Žďár n/S.               |
| 11.              | 1. MVIL Ostrava                |
| 12.              | Sokol Erupting Dragons H. Brod |